# James Stacy
James Stacy (* 23. Dezember 1936 als Maurice William Elias in Los Angeles, Kalifornien; † 9. September 2016 in Ventura, Kalifornien) war ein US-amerikanischer Schauspieler.

## Leben
Stacy strebte zunächst eine Karriere im American Football an. Nach einem Jahr am Glendale College wurde er vom kanadischen Team British Columbia Lions gedraftet. Nach zwei Monaten kehrte er jedoch in seine Heimat zurück und war 1956 in einem Fernsehwerbespot für Pepsi-Cola zu sehen. In der Folge erhielt er einige kleinere Nebenrollen in Spielfilmen, jedoch zumeist ohne Namensnennung im Abspann, wie unter anderem in Sayonara. Zwischen 1958 und 1964 spielte er die wiederkehrende Gastrolle des Fred in der erfolgreichen Sitcom The Adventures of Ozzie & Harriet mit Ozzie Nelson und Harriet Hilliard in den Hauptrollen. Daneben spielte er Gastrollen in verschiedenen Fernsehserien und erhielt schließlich eine der Hauptrollen in der Westernserie Lancer, die jedoch nach der zweiten Staffel eingestellt wurde.
Mitte der 1960er Jahre erhielt er von Columbia Pictures Hauptrollen in zwei Spielfilmen, A Swingin’ Summer und Das total verrückte Skihotel, die versuchten, auf der Erfolgswelle von Frankie Avalons Beach-Film-Serie mitzuschwimmen. Ein vergleichbarer kommerzieller Erfolg blieb jedoch aus. Seine Karriere wurde jäh unterbrochen, als er 1973 auf seinem Motorrad von einem betrunkenen Lastwagenfahrer angefahren wurde. Seine Beifahrerin wurde bei dem Unfall getötet, er selbst verlor einen Arm und ein Bein. Er erhielt in der Folge massive Unterstützung von anderen Hollywoodstars, die zu seinen Gunsten eine Benefizveranstaltung gaben, bei der 118.000 US-Dollar eingenommen wurden. Trotz seines Handicaps hatte er als Journalist eine kleine Nebenrolle in dem Film: „Pat Garret jagt Billy the Kid“ Er kehrte 1975 an der Seite von Kirk Douglas in Männer des Gesetzes auf die große Leinwand zurück. Im darauf folgenden Jahr wurden ihm in einem Zivilprozess 1,9 Millionen US-Dollar zugesprochen; angeklagt war die Bar, die dem Lastwagenfahrer den Alkohol ausgeschenkt hatte. Obwohl er in seiner Rollenauswahl stark eingeschränkt war, erhielt er weiterhin Engagements in Film und Fernsehen. 1977 wurde er für den Fernsehfilm Just a Little Inconvenience, in dem er einen Vietnam-Veteranen spielte, für einen Emmy nominiert. Eine zweite Emmy-Nominierung erfolgte 1986 für eine Gastrolle in der Krimiserie Cagney & Lacey.
Stacy war zwei Mal verheiratet, zunächst zwischen 1963 und 1966 mit Connie Stevens sowie in zweiter Ehe von 1968 bis 1969 mit Kim Darby. In die Schlagzeilen geriet er, nachdem er 1995 zunächst ein minderjähriges Mädchen sexuell belästigt und kurz darauf wiederholt zwei Nachbarskinder belästigt hatte. Nachdem er auf der Flucht in Hawaii einen Selbstmordversuch unternommen hatte, wurde er verhaftet und zu sechs Jahren Freiheitsstrafe verurteilt. Stacy starb im September 2016 im Alter von 79 Jahren. In dem Film Once Upon a Time in Hollywood (2019) von Quentin Tarantino, der teilweise am Filmset von Lancer spielt, wird Stacy in einer Nebenrolle von Timothy Olyphant verkörpert.

## Filmografie (Auswahl)

### Fernsehen
- 1958–1964: The Adventures of Ozzie & Harriet
- 1962: Cheyenne
- 1962: Have Gun – Will Travel
- 1964: Perry Mason
- 1964: Rauchende Colts (Gunsmoke)
- 1968–1970: Lancer
- 1972: Die Straßen von San Francisco (The Streets of San Francisco)
- 1985: Hotel
- 1986: Cagney & Lacey
- 1987: Ein Engel auf Erden (Highway to Heaven)

### Film
- 1957: Sayonara
- 1963: Summer Magic
- 1965: A Swingin’ Summer
- 1965: Das total verrückte Skihotel (Winter A-Go-Go)
- 1969: Tote Bienen singen nicht (Flareup)
- 1975: Männer des Gesetzes (Posse)
- 1983: Das Böse kommt auf leisen Sohlen (Something Wicked This Way Comes)
- 1983: Psycho-Killer (Double Exposure)
- 1991: F/X 2 – Die tödliche Illusion (F/X2)

## Auszeichnungen
- 1978: Emmy-Nominierung für Just a Little Inconvenience
- 1986: Emmy-Nominierung für Cagney & Lacey